# Шарја
Шарја (рус. Шарья) град је у Русији у Костромској области.

## Становништво
| 1939.  | 1959.  | 1970.  | 1979.  | 1989.  | 2002.  | 2010.  |
| ------ | ------ | ------ | ------ | ------ | ------ | ------ |
| 14.333 | 22.268 | 25.788 | 26.012 | 27.062 | 24.900 | 23.681 |